# Liste du patrimoine mondial en Mongolie
Cet article recense les sites inscrits au patrimoine mondial en Mongolie.

## Statistiques
La Mongolie accepte la Convention pour la protection du patrimoine mondial, culturel et naturel le 2 février 1990. Le premier site protégé est inscrit en 2003.
En 2023, la Mongolie compte 6 sites inscrits au patrimoine mondial, 4 culturels et 2 naturels. 
Le pays a également soumis 11 sites à la liste indicative, 7 culturels, 3 naturels et 1 mixte.

## Listes

### Patrimoine mondial
Les biens suivants sont inscrits au patrimoine mondial.
| Id.  | Bien                                                               | Aïmag(s)               | Année | Superficie (ha) | Critères et notes | Coordonnées | Illus. |
| ---- | ------------------------------------------------------------------ | ---------------------- | ----- | --------------- | --- | --- | ------ |
| 769  | Bassin d'Ubs Nuur                                                  | Khövsgöl, Uvs, Zavkhan | 2003  | 810 233,5       | Naturel, (ix), (x) Bien transfrontalier commun avec la Russie ; la section mongole comprend 5 parties distinctes : - Tsagaan Shuvuut - Türgen (en) - Ubs Nuur - Altan Els (ceb) - Tes | 50° 19′ 01″ N, 91° 09′ 00″ E 49° 47′ 56″ N, 89° 45′ 14″ E 50° 16′ 30″ N, 92° 43′ 12″ E 49° 49′ 59″ N, 95° 00′ 00″ E 50° 28′ 01″ N, 93° 45′ 00″ E |        |
| 1382 | Ensembles de pétroglyphes de l'Altaï mongol                        | Bayan-Ölgii            | 2011  | 11 300          | Culturel, (iii) Trois sites distincts : - Tsagaan Salaa et Baga Oigor - Haut Tsagaan Gol - Aral Tolgoi                                                                                | 49° 20′ 02″ N, 88° 23′ 42″ E 49° 05′ 42″ N, 88° 15′ 18″ E 48° 44′ 24″ N, 88° 09′ 00″ E                                                           |        |
| 1440 | Grande montagne Burkhan Khaldun et son paysage sacré environnant   | Khentii                | 2015  | 443 739         | Culturel, (iv), (vi) | 48° 45′ 43″ N, 109° 00′ 32″ E |        |
| 1621 | Monuments des pierres à cerfs et sites associés de l'âge du bronze | Arkhangai, Khövsgöl    | 2023  | 9 768,03        | Culturel, (i), (iii) Comprend 4 sites distincts : - Khoid Tamir - Jargalantyn Am - Urtyn Bulag - Uushigiin Ovor                                                                       | 47° 44′ 35″ N, 101° 13′ 34″ E 48° 10′ 19″ N, 101° 05′ 35″ E 48° 04′ 48″ N, 101° 03′ 40″ E 49° 39′ 22″ N, 99° 55′ 48″ E                           |        |
| 1081 | Paysage culturel de la vallée de l'Orkhon                          | Arkhangai              | 2004  | 121 967         | Culturel, (ii), (iii), (iv) | 47° 33′ 25″ N, 102° 49′ 52″ E |        |
| 1448 | Paysages de la Dauria                                              | Dornod                 | 2017  | 912 624         | Naturel, (ix), (x) Bien transfrontalier commun avec la Russie ; la partie mongole comprend deux sites : le pôle du lac Chuh-Nuur et le refuge d'Ugtam.                                | 49° 32′ 46″ N, 114° 38′ 28″ E 49° 16′ 01″ N, 113° 45′ 00″ E                                                                                      |        |

### Liste indicative
Les biens suivants sont inscrits sur la liste indicative du pays à la mi-2024. Les noms fournis par la Mongolie sont en anglais : la traduction en français est donnée ici à titre indicatif.
| Id.  | Bien                                                                  | Aïmag(s)                          | Année | Critères et notes | Coordonnées | Illus. |
| ---- | --------------------------------------------------------------------- | --------------------------------- | ----- | --- | --- | ------ |
| 5954 | Complexes pétroglyphiques du Gobi mongol                              | Bayankhongor, Dundgovi, Ömnögovi  | 2014  | Culturel, (iii) Trois sites : Del Uul, Bichigtiin Am et Jargalant Khairkhan | 44° 27′ 00″ N, 105° 58′ 30″ E 44° 17′ 06″ N, 100° 31′ 12″ E 42° 53′ 42″ N, 106° 53′ 42″ E |        |
| 5955 | Hautes terres de l'Altaï mongol                                       | Bayan-Ölgii                       | 2014  | Mixte, (ii), (iii), (iv), (x) Trois sites : parc national Altai Tavan Bogd (en) et deux zones dans le parc national Siilkhem Nuruu                                                                                            | 48° 38′ 06″ N, 88° 27′ 54″ E 49° 26′ 06″ N, 88° 52′ 48″ E 49° 44′ 06″ N, 89° 50′ 42″ E |        |
| 5947 | Monastère d'Amarbayasgalant et son paysage culturel sacré             | Selenge                           | 2014  | Culturel, (ii), (iii), (iv) | 49° 28′ 48″ N, 105° 05′ 06″ E |        |
| 5949 | Monastère de Baldan Bereeven (en) et son environnement sacré          | Khentii                           | 2014  | Culturel, (ii), (iii), (v) | 48° 12′ 07″ N, 109° 26′ 20″ E |        |
| 5950 | Montagne sacrée de Binder et ses sites culturels associés             | Khentii                           | 2014  | Culturel, (ii), (iii), (v) | 48° 23′ 28″ N, 110° 15′ 32″ E |        |
| 6068 | Montagnes sacrées de Mongolie                                         | Multiples                         | 2015  | Culturel, (iii) Comprend 6 localisations : Otgontenger, Eej Khairkhan, Khan Bayanzurkh, Ikh Bogd (en), Altan Ovoo, Sutai khairkhan (en)                                                                                       | 47° 36′ 29″ N, 97° 33′ 11″ E 44° 56′ 35″ N, 96° 13′ 08″ E 44° 41′ 42″ N, 110° 02′ 42″ E 44° 59′ 42″ N, 100° 13′ 52″ E 45° 18′ 43″ N, 113° 50′ 02″ E 46° 37′ 05″ N, 93° 35′ 38″ E |        |
| 5943 | Paysages désertiques du grand Gobi mongol                             | Dornogovi, Ömnögovi               | 2014  | Naturel, (viii), (ix), (x) Trois aires strictement protégées : Great Gobi A (en), Great Gobi B (en), Little Gobi B | 43° 14′ N, 97° 26′ E 45° 24′ N, 92° 54′ E 42° 42′ N, 108° 41′ E |        |
| 5952 | Site archéologique du Khuduu Aral et son paysage culturel environnant | Khentii                           | 2014  | Culturel, (iii), (iv), (vi) Comprend en particulier le site d'Aurag (mn), le palais de Gengis Khan. | 47° 06′ 14″ N, 109° 09′ 29″ E |        |
| 5944 | Sites fossilifères de dinosaures du Crétacé dans le Gobi mongol       | Bayankhongor, Dornogovi, Ömnögovi | 2014  | Naturel, (vii), (viii) 13 sites : Bayan Shireh (en), Khongil Tsav, Burkhant, Baishin Tsav, Khuurai Tsav, Urulbu Khudag, Shar Tsav, Amtgai, Bayanzag, Tugrugiin Shiree, Nemegt, Khermen Tsav, Bugiin Tsav                      | 44° 16′ 12″ N, 109° 54′ 47″ E 44° 26′ 20″ N, 109° 51′ 29″ E 44° 20′ 20″ N, 109° 51′ 32″ E 43° 29′ 31″ N, 107° 44′ 49″ E 43° 28′ 52″ N, 107° 44′ 38″ E 43° 27′ 29″ N, 107° 24′ 36″ E 43° 34′ 19″ N, 107° 47′ 20″ E 43° 33′ 29″ N, 107° 54′ 43″ E 44° 08′ 17″ N, 103° 43′ 41″ E 44° 13′ 55″ N, 103° 16′ 55″ E 43° 29′ 49″ N, 101° 03′ 47″ E 43° 28′ 52″ N, 99° 50′ 46″ E 43° 51′ 22″ N, 100° 01′ 08″ E |        |
| 5951 | Sites funéraires de l'élite Xiongnu                                   | Arkhangai, Khentii, Khovd, Töv    | 2014  | Culturel, (ii), (iii) Cinq sites : Noin-Ula (en), Gol Mod I, Gol Mod II, Duurlig Nars, Takhiltyn Khotgor | 48° 33′ 43″ N, 106° 30′ 32″ E 48° 19′ 37″ N, 101° 55′ 01″ E 48° 00′ 18″ N, 101° 12′ 58″ E 48° 32′ 20″ N, 111° 04′ 41″ E 47° 24′ 07″ N, 92° 06′ 11″ E |        |
| 5946 | Steppes de Mongolie orientale                                         | Dornod, Sükhbaatar                | 2014  | Naturel, (ix), (x) Cinq zones protégées : aire strictement protégée de Mongolie orientale, parc national Toson Khulstai, réserve naturelle de la steppe de Bayantsagaan, steppe de Jaran Togoon, réserve naturelle Yakhi Nuur | 46° 30′ 58″ N, 116° 57′ 54″ E 48° 15′ 29″ N, 112° 49′ 19″ E 47° 16′ 05″ N, 113° 07′ 37″ E 47° 22′ 41″ N, 113° 59′ 56″ E 49° 01′ 52″ N, 114° 37′ 30″ E |        |